# Stanisław Dziwisz

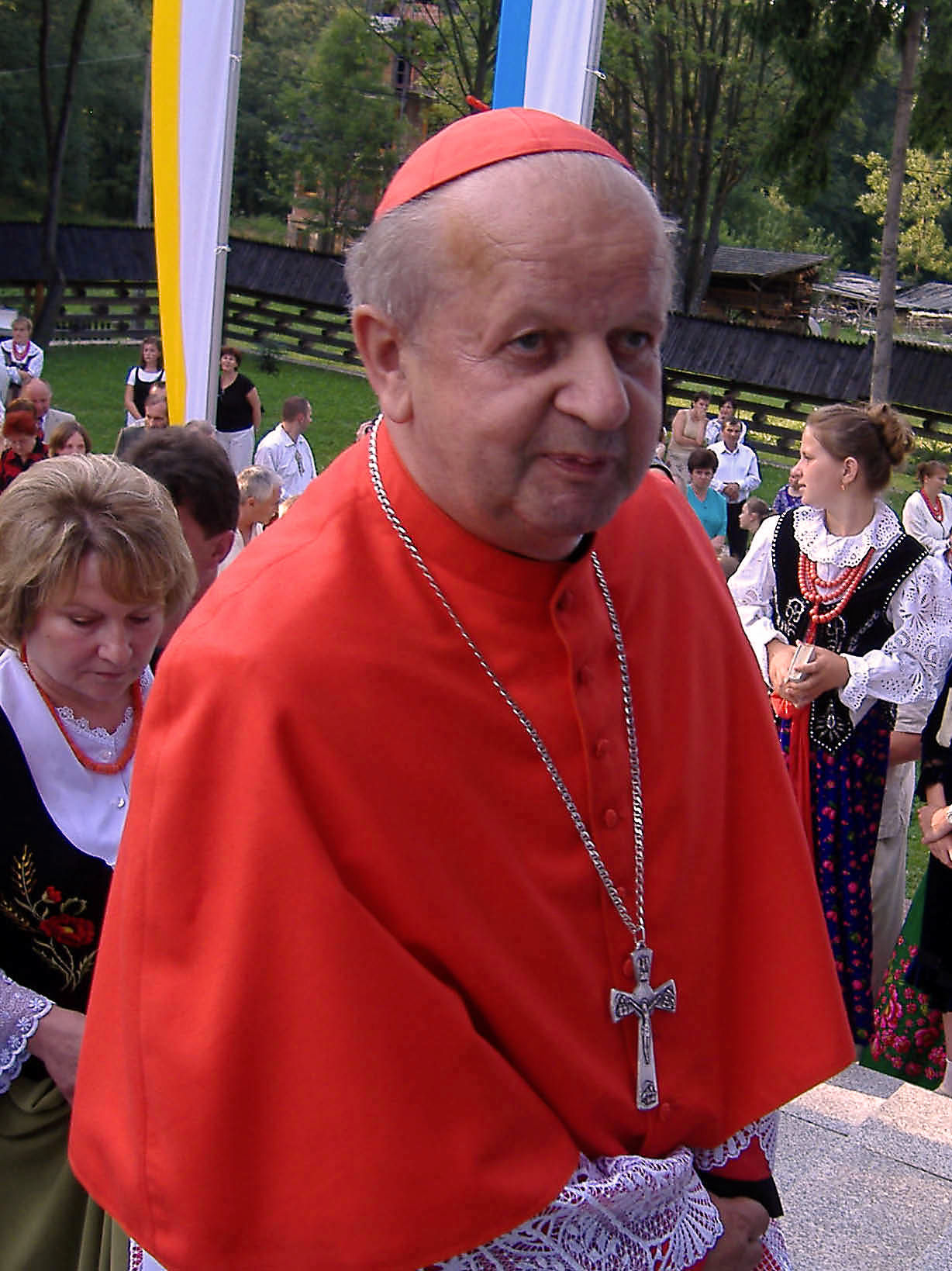
Stanisław Kardinal Dziwisz

Stanisław Jan Kardinal Dziwisz [staˈɲiswaf ˈdʑivʲiʃ] (* 27. April 1939 in Raba Wyżna bei Krakau, Polen) ist ein polnischer Geistlicher und emeritierter römisch-katholischer Erzbischof von Krakau. Er war zuvor langjähriger Sekretär von Papst Johannes Paul II. und ist Mitglied in vielen polnischen Organisationen und Stiftungen.

## Leben

Kardinalswappen

Nach Beendigung des Allgemeinbildenden Lyzeums in Nowy Targ im Jahre 1957 besuchte Dziwisz das Höhere Geistliche Seminar in Krakau, wo er Philosophie und Theologie studierte.
Dziwisz empfing am 23. Juni 1963 durch den damaligen Krakauer Weihbischof Karol Wojtyla und späteren Papst Johannes Paul II. die Priesterweihe. Zwischen 1963 und 1965 war er Vikar in Maków Podhalański, danach vertiefte er seine theologischen Studien, die er 1967 mit dem Lizentiat abschloss. 1981 folgte die Promotion. Das Thema seiner Doktorarbeit lautete: Kult des heiligen Bischofs Stanislaus bis zum Konzil von Trient.
1966 wurde er Sekretär des Krakauer Erzbischofs Wojtyła. Er galt als verschwiegen, ließ sich nach Berichten von Zeitzeugen nicht von der Geheimpolizei einschüchtern und war ein hervorragender Skifahrer, der seinen Erzbischof beim Wintersport begleiten konnte. 1978 folgte er Wojtyła nach dessen Wahl zum Papst in den Vatikan. Am 18. Juni 1979 verlieh ihm Johannes Paul II. den Ehrentitel Kaplan Seiner Heiligkeit (Monsignore) und am 3. Oktober 1985 den Titel Päpstlicher Ehrenprälat. Am 7. Februar 1998 ernannte ihn Johannes Paul II. zum Titularbischof von San Leone und zum Beigeordneten Präfekten des Päpstlichen Hauses. Die Bischofsweihe spendete ihm Johannes Paul II. am 19. März desselben Jahres im Petersdom; Mitkonsekratoren waren Kardinalstaatssekretär Angelo Sodano und Kardinal Franciszek Macharski, Erzbischof von Krakau. Am 29. September 2003 wurde er unter Beibehaltung seines Titularbistums zum Titularerzbischof pro hac vice erhoben. Er diente Johannes Paul II. bis zu dessen Tod am 2. April 2005.
Dziwisz gehörte zu dem kleinen Kreis derjenigen Geistlichen, die in der Sterbestunde des Papstes in seinen Gemächern anwesend waren. Dziwisz war ungewöhnlicherweise schon während seiner Tätigkeit als päpstlicher Privatsekretär zum Bischof geweiht worden. Spekulationen darüber, er könnte von Johannes Paul II. darüber hinaus auch zum Kardinal in pectore ernannt worden sein, bestätigten sich nach dem Tod des Papstes jedoch nicht. Insbesondere in den letzten Lebensjahren des Papstes galt Dziwisz als einer der einflussreichsten Geistlichen im Vatikan, vor allem, weil er entscheidenden Einfluss darauf nehmen konnte, welche Besucher Johannes Paul II. empfing. Selbst Einfluss auf Bischofsernennungen wurde ihm nachgesagt.
Am 1. Juni 2005 wurde die Ernennung durch Papst Benedikt XVI. zum Erzbischof von Krakau mit Wirkung zum 3. Juni 2005 bekannt gemacht. Der Vorgänger Dziwisz’, Kardinal Franciszek Macharski, hatte dem katholischen Kirchenrecht entsprechend schon drei Jahre zuvor, mit Erreichen des 75. Lebensjahres, seinen Rücktritt angeboten. Die Amtseinführung Dziwisz’ als Erzbischof von Krakau fand am 27. August 2005 statt. Dziwisz kündigte an, sein Amt im Geiste Wojtyłas ausüben zu wollen. Er war als Erzbischof von Krakau auch für einen Teil des durch Benedikt XVI. eingeleiteten Prozesses zur Seligsprechung Johannes Pauls II. verantwortlich. Am 31. August 2005, vier Tage nach seiner Amtseinführung, nahm er als Gesandter Benedikts XVI. an den Feierlichkeiten zum 25-jährigen Bestehen der Gewerkschaft Solidarność in Gdańsk teil. Papst Benedikt XVI. nahm ihn im Feierlichen Konsistorium am 24. März 2006 als Kardinalpriester mit der Titelkirche Santa Maria del Popolo in das Kardinalskollegium auf. Nach dem Rücktritt Benedikts XVI. nahm Kardinal Dziwisz am Konklave 2013 teil.
Dziwisz verfasste mehrere Schriften, z. B. Erinnerungen zum Papst-Attentat von 1981. Darüber hinaus ist er Vizepräsident der Stiftung Johannes Paul II.
Im November 2016 initiierte er die feierliche „Krönung Jesu Christi zum König Polens“. Papst Franziskus nahm am 8. Dezember 2016 seinen altersbedingten Rücktritt vom Amt des Krakauer Erzbischofs an.
Im Juli 2018 sprach sich Kardinal Dziwisz öffentlich für einen Seligsprechungsprozess für die Eltern Johannes Pauls II. aus, der im März 2020 im Erzbistum Krakau initiiert wurde.
Im Jahr 2023 sagte er zum Ukrainekrieg, dass die Brüder und Schwestern in der Ukraine ihres Landes, ihrer Sprache und ihrer Kultur beraubt würden und das die slawischen Brüder sich nicht bekämpfen sollten.

## Kritik am Amtsverzicht des Papstes
Als Papst Benedikt XVI. am 11. Februar 2013 mit Wirkung zum 28. Februar 2013 auf sein Amt verzichtete und damit die erste freiwillige Amtsniederlegung eines Papstes seit 718 Jahren einleitete, kommentierte Kardinal Dziwisz als ehemaliger Papstsekretär Johannes Pauls II. diese Entscheidung des Papstes kritisch mit den bereits von Johannes Paul II. verwendeten Worten, dass man nicht vom Kreuz herabsteige. Bei seiner letzten Generalaudienz am 27. Februar 2013 sagte Benedikt XVI. dazu: “Non abbandono la croce, ma resto in modo nuovo presso il Signore Crocifisso.” (deutsch: „Ich steige nicht vom Kreuz herab, sondern bleibe in neuer Weise dem gekreuzigten Herrn nahe.“).

## Kritik an Dziwisz
Papst Benedikt XVI. wurde vorgehalten, Dziwisz an die Spitze des Erzbistums Krakau berufen zu haben, obwohl diesem „das intellektuelle Format seiner Vorgänger“ gefehlt habe und er den nationalistischen Strömungen in der polnischen Kirche nichts habe entgegensetzen können.
2007 warf die italienische Tageszeitung La Stampa Dziwisz vor, dem Papst Informationen über pädophile Verbrechen von Geistlichen vorenthalten zu haben. Nach Publikationen über die pädophilen Übergriffe des Erzbischofs von Washington, Theodore McCarrick, wurde Dziwisz 2020 vorgeworfen, zwei Jahrzehnte zuvor an der Kurie eine Überprüfung der damals bereits intern bekanntgewordenen Vorwürfe verhindert zu haben. Eine Fernsehdokumentation von Marcin Gutowski unter dem Titel „Don Stanislao. Das zweite Gesicht des Kardinal Dziwisz“, in der auch Opfer pädophiler Übergriffe durch polnische Geistliche zu Wort kamen, fand in Polen ein starkes Echo. 2021 wurde der Dokumentarfilm auf dem World Media Festival in Hamburg ausgezeichnet.
2021 widmete die polnische Rockband Big Cyc Dziwisz das Spottlied „Ostatni Don“ (Der letzte Don), in dem sie seine vorgebliche Vergesslichkeit bei der Aufklärung pädophiler Verbrechen aufs Korn nahm.

## Mitgliedschaften
Stanisław Kardinal Dziwisz ist Mitglied folgender Institutionen der römischen Kurie:
- Kongregation für das Katholische Bildungswesen (2006–2019)
- Päpstlicher Rat für die Pastoral im Krankendienst (2011–2017)[20]

## Auszeichnungen
- 1998: Orden des Befreiers San Martin
- 1999: Großkreuz des Ordens de Isabel la Católica
- 2000: Großkreuz des Verdienstordens der Italienischen Republik
- 2002: Ehrendoktor der Katholischen Universität Lublin
- 2003: Großkreuz des Ordens Polonia Restituta
- 2008: Großkreuz des Ordens für Verdienst
- 2009: Großes Goldenes Ehrenzeichen am Bande für Verdienste um die Republik Österreich[21]
- 2009: Ehrenbürger von Krakau
- 2010: Augustin-Bea-Preis
- 2015: Großkreuz des Verdienstordens der Republik Ungarn